# Herkimer House
Herkimer House var privatbostad för general Nicholas Herkimer i Little Falls, New York.

## Uppförande
Nicholas Herkimer lät 1764, med hjälp av de krigsprofiter han gjort under fransk-indianska kriget, bygga en ny herrgård i fashionabel georgiansk stil. För en plats som då låg vid indiangränsen var byggnaden ovanligt grandios och är ett unikt exempel på den koloniala arkitekturen i Mohawkdalen.

## Dagens herrgård
General Herkimer hade inga barn och Herkimer House ärvdes av brodern, vars arvingar sålde den 1814. När herrgården förvärvades av staten New York 1913 var den tämligen förfallen. Den sattes genast i beboeligt skick, men genomgick en grundläggande renovering först på 1960-talet. Den renoverade herrgården har möblerats med ett antal lokala pjäser. Landskapet som omger herrgården är ovanligt oförändrat sedan 1700-talet. Idag är herrgården ett museum med historiskt återskapande som tema och aktiviteter för regionens skolor på programmet. Herkimer House är uppförd på National Register of Historic Places. 